# Diplophryxus siankaanensis
Diplophryxus siankaanensis är en kräftdjursart som beskrevs av Clements Robert Markham 1988. Diplophryxus siankaanensis ingår i släktet Diplophryxus och familjen Bopyridae. Inga underarter finns listade i Catalogue of Life.